# تپه مهترلو آغا شلو اوستو
تپه مهترلو آغا شلو اوستو مربوط به هزاره اول قبل از میلاد است و در شهرستان ورزقان، بخش مرکزی، دهستان ازومدل جنوبی، ۱۰۰ متری غرب روستای مهترلو واقع شده و این اثر در تاریخ ۲۷ بهمن ۱۳۸۷ با شمارهٔ ثبت ۲۴۶۹۹ به‌عنوان یکی از آثار ملی ایران به ثبت رسیده است.